# Lore Hoffmann
Lore Hoffmann, née le 25 juillet 1996, est une athlète suisse spécialiste du 800 mètres.

## Biographie
Lore Hoffmann est née le 25 juillet 1996 à Strasbourg en Alsace. Ses parents sont tous les deux originaires de la Moselle. Dans son enfance, elle déménagea beaucoup: d'abord à Ravenswood, aux États-Unis puis à Chambéry, en France. Sa famille finit par s'établir à Sierre en Suisse en 2005, quand elle avait 9 ans.
Elle découvre l'athlétisme l'athlétisme à 12 ans et rejoint le club de la ville, le CA Sierre.
Elle a étudié à l'EPFL, où elle a obtenu en 2018 son Bachelor en Génie mécanique et en 2022 son Master dans la même branche. Elle possède la nationalité Suisse et Française, s'étant fait naturalité en 2017.
Cinquième des Championnats d'Europe espoirs d'athlétisme 2017, elle termine au pied du podium du 800 m lors des Universiades d'été de 2019.
En 2021, elle se classe 5e des Championnats d'Europe en salle et atteint les demi-finales des Jeux olympiques de 2020, où elle finit 9e.
Elle se classe quatrième du 800 m des Championnats d'Europe d'athlétisme 2022, échouant à cinq centièmes de seconde seulement de la médaille de bronze. La même année, elle termine 8e aux Championnats du monde d'athlétisme 2022.
En 2023, elle décide d'ajouter le 1 500 mètres à son programme. Elle finit 20e  au 800m aux Championnats mondiaux d'athlétisme, de la même année à Budapest. Elle participe également aux Championnats d'Europe d'athlétisme en salle à Istanbul, où elle se hisse à la 6e place.
En 2024, elle finit 7e aux Championnats du monde en salle à Glasgow, où elle établit un nouveau record Suisse de 800m en salle. Elle finit 7e au 800m également aux Championnats d'Europe à Rome.

## Palmarès
| Date | Compétition                                 | Lieu     | Résultat | Epreuve | Temps         |
| ---- | ------------------------------------------- | -------- | -------- | ------- | ------------- |
| 2019 | Universiade                                 | Naples   | 4e       | 800 m   | 2 min 02 s 58 |
| 2019 | Championnats mondiaux d'athlétisme          | Doha     | 26e      | 800     | 2 min 03 s 40 |
| 2021 | Championnats d'Europe d'athlétisme en salle | Toruń    | 5e       | 800 m   | 2 min 04 s 84 |
| 2021 | Jeux Olympiques                             | Tokyo    | 9e       | 800 m   | 1 min 59 s 38 |
| 2022 | Championnats du monde d'athlétisme          | Eugene   | 8e       | 800 m   | 1 min 59 s 88 |
| 2022 | Championnats d'Europe d'athlétisme          | Munich   | 4e       | 800 m   | 1 min 59 s 92 |
| 2023 | Championnats d'Europe d'athlétisme en salle | Istanbul | 6e       | 800 m   | 2 min 01 s 22 |
| 2023 | Championnats du monde d'athlétisme          | Budapest | 20e      | 800 m   | 2 min 01 s 05 |
| 2024 | Championnats du monde d'athlétisme en salle | Glasgow  | 7e       | 800 m   | 2 min 00 s 06 |
| 2024 | Championnats d'Europe                       | Rome     | 7e       | 800 m   | 2 min 01 s 13 |